# Familien Jul
Familien Jul er en dansk børnefilm fra 2014, instrueret af Carsten Rudolf. Filmen havde biografpremiere den 20. november 2014..

## Handling
Filmen handler om den 6-årige Hugo, som opdager at nissen Pixy er flyttet ind i familiens hus. Hugo bliver enig med sin bror og søster om at holde den skjult for deres far, som hader jul.

## Medvirkende
- Paw Henriksen: Far, Niels
- Marie Askehave: Mor, Agnete
- Sofie Lassen-Kahlke: Fru Knudsen
- Søren Pilmark: Campingfatter
- Pelle Falk Krusbæk: Hugo
- Herman Haugen Knop: Pixy
- Iben Dorner: Politibetjent
- David Owe: Politibetjent